# Pseudergolis avesta
Pseudergolis avesta är en fjärilsart som beskrevs av Felder 1867. Pseudergolis avesta ingår i släktet Pseudergolis och familjen praktfjärilar. Inga underarter finns listade i Catalogue of Life.